# Cycnoches cooperi
Cycnoches cooperi är en orkidéart som beskrevs av Robert Allen Rolfe. Cycnoches cooperi ingår i släktet Cycnoches, och familjen orkidéer.

## Underarter
Arten delas in i följande underarter:
- C. c. ayacuchoensis
- C. c. cooperi
- C. c. villenae